# Emmanuelle Vaugier
Emmanuelle Vaugier est une actrice canadienne née le 23 juin 1976 à Vancouver, en Colombie-Britannique.

## Biographie
Née de parents d'origine française, sa langue maternelle est le français. Elle étudie pendant 10 ans au Crofton House School, une école privée pour filles, puis au Magee Secondary School, qui proposait un programme académique flexible pour les étudiants-athlètes professionnels, pré-professionnels, artistes et musiciens,.
Emmanuelle Vaugier est surtout connue pour avoir interprété la fiancée puis femme de Lex Luthor dans la série à succès Smallville. Elle a par ailleurs été la vedette de la série My Guide to Becoming a Rock Star et a joué avec Josh Hartnett dans le film 40 jours et 40 nuits de Michael Lehmann.
Elle a été l'une des interprètes principales de trois films indépendants : Suddenly Naked d'Anne Wheeler, Mindstorm de Richard Pepin, un thriller de science-fiction, et Ripper, un thriller psychologique réalisé par John Eyres. Elle a depuis joué dans Le Secret des frères McCann de Tim McCanlies et dans House of the Dead 2 de Michael Hurst.
Pour la télévision, elle a été l'invitée de nombreuses séries dont Au-delà du réel : L'aventure continue, Cœurs rebelles, Charmed ou encore Mon oncle Charlie. Elle a également joué dans la mini-série nommée aux Emmy Awards The Beach Boys : An American Family et dans Largo Winch : L’Héritier. Elle a ensuite tenu des rôles réguliers dans Les Frères Scott, Mon oncle Charlie, Andromeda, North Shore, Madison. Elle a tenu le rôle-titre, dans la version pilote, de la série de science-fiction Painkiller Jane, adaptation de la bande dessinée éponyme.
En 2005, elle est à l'affiche de Saw II de Darren Lynn Bousman. Elle reprendra plus tard le même rôle dans Saw IV. De 2006 à 2009, elle a interprété l'inspectrice Jessica Angell dans la série Les Experts : Manhattan.

## Filmographie

### Cinéma

#### Courts métrages
- 2011 : Intervention: Cinderella : Evil Stepmother
- 2013 : Ivanov Red, White, and Blue : Kara

#### Longs métrages
- 1998 : Hysteria de Rene Daalder : Veronica Bloom
- 1999 : La Nuit d'Halloween (The Fear: Resurrection) de Chris Angel : Jennifer
- 1999 : Shapeshifter de Cristian Andrei : Anika
- 2000 : Mes cinq chéries (My 5 Wives) de Sidney J. Furie : Sarah
- 2000 : The Sculptress de Ian Merrick : Sylvie
- 2001 : FBI : Enquête interdite (Mindstorm) de Richard Pepin : Tracy Wellman
- 2001 : Ripper de John Eyres : Andrea "Andy" Carter
- 2001 : Mise à nu (Suddenly Naked) de Anne Wheeler : Lupe Martinez
- 2001 : Wishmaster 3 - Au-delà des portes de l'enfer (Wishmaster 3) (vidéo) de Chris Angel : Elinor Smith
- 2002 : 40 jours et 40 nuits (40 Days and 40 Nights) de Michael Lehmann : Susie
- 2003 : Le Secret des frères McCann (Secondhand Lions) de Tim McCanlies : Jasmine
- 2003 : Water's Edge de Harvey Kahn : Rae Butler
- 2005 : Saw 2 (Saw II) de Darren Lynn Bousman : Addison Corday
- 2007 : Unearthed de Matthew Leutwyler : shérif Annie Flynn
- 2007 : Saw 4 (Saw IV ) de Darren Lynn Bousman : Addison Corday
- 2007 : Blonde and Blonder de Dean Hamilton : Cat
- 2008 : Stripmovie (Bachelor Party 2: The Last Temptation) (vidéo) de James Ryan : Eva
- 2008 : Far Cry de Uwe Boll : Valerie Cardinal
- 2009 : La Cadillac de Dolan de Jeff Beesley : Elizabeth
- 2010 : Mirrors 2 (vidéo) de Víctor García : Elizabeth Reigns
- 2010 : Hysteria : Jennifer
- 2011 : Where the Road Meets the Sun : Lisa
- 2011 : French Immersion de Kevin Tierney : Jennifer Yates
- 2013 : Susie's Hope : Donna Lawrence
- 2014 : Saul: The Journey to Damascus : Mary
- 2014 : Teen Lust : Shelly
- 2017 : Masks Don't Lie : Lauren
- 2020 : Eat Wheaties! de Scott Abramovitch

### Télévision

#### Téléfilms
- 1995 : Face au silence (A Family Divided) : Rosalie Frank
- 1996 : The Halfback of Notre Dame : Esmeralda
- 1996 : Une erreur de jeunesse (Home Song) : cheerleader
- 1996 : The Limbic Region : Jennifer Lucca (Âgée de 21 ans)
- 1999 : Les Guerriers de l'ombre (Shadow Warriors) : Une française
- 2001 : Largo Winch : L'Héritier (Largo Winch: The Heir) : Nikki
- 2001 : Plongée mortelle (Return to Cabin by the Lake) : Vicki
- 2003 : Chantage mortel (Water's Edge) : Rae Butler
- 2004 : La call girl d'Hollywood (Call Me: The Rise and The Fall of Heidi Fleiss) : Lauren
- 2005 : Cerberus : Le Gardien de l'enfer (Cerberus) : Dr Samantha Gaines
- 2005 : House of the Dead 2 : Alexandra Morgan
- 2005 : Painkiller Jane : Jane Elizabeth Browning
- 2006 : Rattrapée par son passé (Veiled Truth) : Carolyn Owens
- 2009 : La Peur en mémoire (Reverse Angle) : Eve Pretson
- 2010 : Au bénéfice du doute (A Trace of Danger) : Kate Wilson
- 2010 : Une nounou pour Noël (A Nanny for Christmas) : Ally Leeds
- 2011 : Les Roches maudites (Killer Mountain) : Kate Donovan
- 2012 : Un enfant à vendre (Stolen Child) : Amanda Lewis
- 2012 : Ce Noël qui a changé ma vie (It's Christmas, Carol!) : Carol Huffman
- 2013 : Les Cœurs patients (The Wedding Chapel) : Sarah Robertson
- 2013 : Meurtre à double face (Deception) : Rebecca Scott
- 2013 : Portées disparues (Hidden Away) : Stéphanie Darsow / Alexandra Cole
- 2013 : Le Secret de Clara (Clara's Deadly Secret) : Helen Clayton
- 2015 : Famille décomposée (My Stepdaughter) : Jill
- 2016 : Paradise Ranch (Love in Paradise) : Heather Twain
- 2016 : Amour & Vignobles (Love in the Vineyard) : Molly Dawson
- 2016 : Une inquiétante infirmière (Stranger in the House) : Jade
- 2016 : Les doutes de Scarlett (His Double Life) : Linda Thomas
- 2017 : Mon mari, cet inconnu (Washed Away) : Gabrielle
- 2017 : Panique à Los Angeles (Destruction: Los Angeles) : Margot Taylor
- 2018 : Une romancière en danger (Killer Ending) : Agatha Sayers
- 2019 : My Mother's Stalker : Bethany
- 2020 : Seule, enceinte et piégée (Pregnant and Alone) : Jennifer Parker

#### Séries télévisées
- 1995 : Highlander (saison 4, épisode 10 : Amour à mort) : Maria Alcobar
- 1996 : Madison (9 épisodes) : Noella D'Angelo
- 1997 : Police Academy (Police Academy: The Series) (saison 1, épisode 03 : Manque de flair) : Sally
- 1997 : Classe croisière (Breaker High) (saison 1 épisode 11 : Chateau L'Feet J'mae) : Monette
- 1997 : Tortues Ninja : La Nouvelle Génération (Ninja Turtles: The Next Mutation) (saison 1, épisode 12 : La Grande Nuit des animaux)
- 1998 : First Wave (saison 1, épisode 07 : Mutation aquatique) : Esther
- 1998 : La Loi du colt (en) (Dead Man's Gun) (saison 2, épisode 10 : The Pinkerton) : Rose Harris
- 1998 - 1999 : Au-delà du réel : L'aventure continue (The Outer Limits) :
  - (saison 4, épisode 08 : Le Passage) : Shal
  - (saison 5, épisode 05 : L'Autre Côté) : Lisa Dobkins
- 1999 : Viper (saison 4, épisode 11 : Best-seller) : Mitzi / Olga
- 1999 : Sept jours pour agir (Seven Days) (saison 2, épisode 09 : Week-end royal) : Princess Lisette D'Arcy
- 2000 : The Beach Boys: An American Family (en) (mini-série) : Pamela (non-créditée)
- 2000 : Cœurs rebelles (Higher Ground) : Elaine Barringer
  - (saison 1, épisode 01 : Le Mont horizon)
  - (saison 1, épisode 08 : Mauvaise Fréquentation)
  - (saison 1, épisode 10 : Un secret trop bien gardé)
  - (saison 1, épisode 14 : Manque d'attention)
- 2000 : Unité 9 (Level 9) (saison 1, épisode 13 : Mob.com) : Christina Veedy
- 2000 : Aux frontières de l'étrange (So Weird) (saison 3, épisode 13 : Snapshot) : Donna
- 2001 : Big Sound (en) (saison 1, épisode 09 : Jam Session) : Veronica
- 2001 : MythQuest (en) (saison 1, épisode 04 : Orpheus) : Persephone
- 2002 : Beyond Belief: Fact or Fiction (en) (saison 4, épisode 02 : The Doll) : Susan
- 2002 : Charmed (saison 5, épisode 06 : Le Mauvais Œil) : Dr Ava Nicolae
- 2002 : My Guide to Becoming a Rock Star (11 épisodes) : Sarah Nelson
- 2002 : En quête de justice (Just Cause) (saison 1, épisode 09 : Informations gênantes) : Louisa Bennett
- 2002 - 2003 : Smallville (9 épisodes) : Dr Helen Bryce
- 2003 : FBI : Opérations secrètes (The Handler) (saison 1, épisode 11 : Un mauvais film) : Angie
- 2003 - 2004 : Les Frères Scott (One Tree Hill) (10 épisodes) : Nikki
- 2004 : North Shore : Hôtel du Pacifique (North Shore) : Melinda Lindsey Kellogg
  - (saison 1, épisode 12 : La Vérité sur Bellport)
  - (saison 1, épisode 13 : Panique à l'hôtel)
- 2004 : Veronica Mars (saison 1, épisode 10 : Partie de Poker) : Monica Hadwin Greenblatt
- 2005 : Andromeda (Gene Roddenberry's Andromeda) : Maura
  - (saison 5, épisode 21 : Le Cœur du voyage - Partie 1)
  - (saison 5, épisode 22 : Le Cœur du voyage - Partie 2)
- 2005 : Love, Inc. (en) (saison 1, épisode 06 : Amen) : Girl
- 2005 - 2015 : Mon oncle Charlie (Two and a Half Men) (12 épisodes) : Mia
- 2006 : Monk (saison 4, épisode 16 : Monk est juré) : Pat, jurée no 12
- 2006 : Les Maîtres de l'horreur (Masters of Horror) (saison 2, épisode 05 : Piégée à l'intérieur) : Kim
- 2006 - 2009 : Les Experts : Manhattan (CSI: NY) (25 épisodes) : inspectrice Jessica Angell
- 2007 : Supernatural (saison 2, épisode 17 : Les Loups-Garous) : Madison
- 2007 : Big Shots (saison 1, épisode 04 : Il faut caser Marla) : Wanda Barnes
- 2009 : Human Target : La Cible (Human Target) : Emma Barnes, agent FBI
  - (saison 1, épisode 03 : L'Invitée de l'ambassadeur)
  - (saison 1, épisode 08 : Baptiste)
- 2010 : Hawaii 5-0 (Hawaii Five-0) (saison 1, épisode 09 : Po'ipu) : Beautiful Woman / Erica Raines
- 2010 - 2011 : Covert Affairs (7 épisodes) : Liza Hearn
- 2010 - 2015 : Lost Girl (18 épisodes) : Evony Fleurette Marquise / The Morrigan / Evony Fleurett Marquise
- 2011 : L'Heure de la peur (R.L. Stine's The Haunting Hour) (saison 1, épisode 06 : Le Prix à payer) : Abigail
- 2011 : The Protector (saison 1, épisode 05 : Revisions) : Mme Gardener
- 2013 : Mentalist (The Mentalist) (saison 5, épisode 16 : Une promesse) : Melissa Enfield
- 2013 : Republic of Doyle (saison 5, épisode 01 : Bon Cop, Bueno Cop) : Gabriela Del Toro
- 2015 : Mistresses (6 épisodes) : Niko
- 2019 : Magnum (Saison 1 - épisode "Je soussigné mort et enterré") : Catherina
- 2020 : MacGyver (saison 4, épisode 2: Cellule Rouge) : Major Anne Frost

### Jeu vidéo
- 2006 : Need for Speed: Carbon : Nikki

## Voix françaises
En France, Marion Dumas est la voix française régulière d'Emmanuelle Vaugier. Vanina Pradier l'a également doublée à cinq reprises. 
Au Québec, l'actrice est doublée par plusieurs comédiennes.